# Ciidae
Ciidae là một họ bọ cánh cứng. Tuy đa dạng hơn ở vùng nhiệt đới, chúng cũng hiện diện khắp các vùng lạnh, như Scandinavia.

## Sinh thái
Những loài bọ này hay sống nhờ nấm Polyporaceae hay Corticiaceae. Cả ấu trùng lẫn con trưởng thành đều ở trong thân nấm, thường là những cây nấm hay xác nấm già. Toàn quá trình phát triển từ trứng đến thành trùng thường diễn ra trong chỉ hai tháng. Vài loài trinh sản.
Một số loài là vật hại đối với nấm thương mại, như Cis chinensis mà có thể xâm nhập quả thể của Ganoderma lucidum.
Falsocis brasiliensis là một loài bị đe dọa, chỉ sống ở những phần rừng còn sót lại ở vùng Đông Bắc và Đông Nam Brasil.

## Chi
- Acanthocis Miyatake, 1954
- Aliocis Sandoval-Gómez & Lopes-Andrade, 2015
- Apterocis Perkins, 1900
- Atlantocis Israelson, 1985
- Ceracis Mellié, 1849
- Cis Latreille, 1796
- Cisarthron Reitter, 1885
- Dichodontocis Kawanabe, 1994
- Dimerapterocis Scott, 1926
- Diphyllocis Reitter, 1885
- Dolichocis Dury, 1919
- Ennearthron Mellié, 1847
- Euxestocis Miyatake, 1954
- Falsocis Pic, 1916

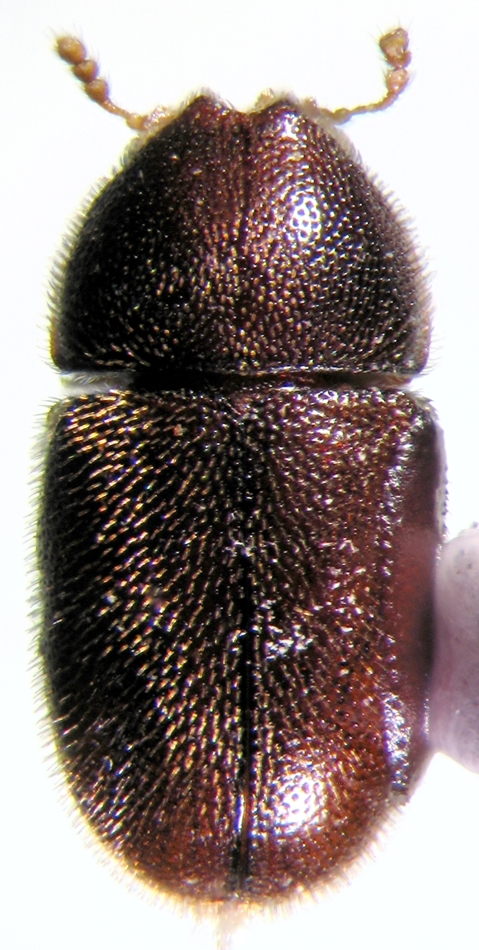
Cis chinensis (Ciinae: Ciini)

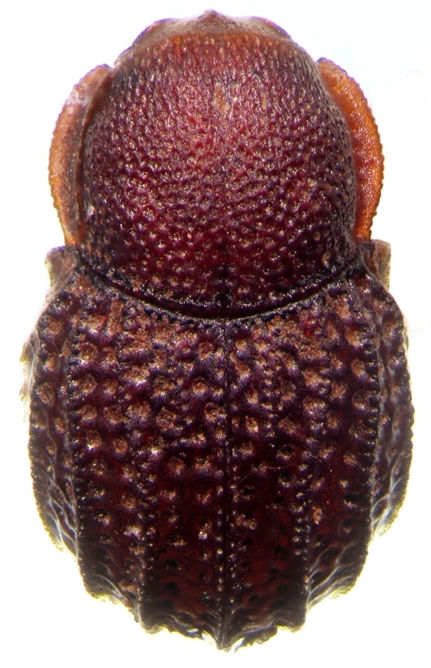
Syncosmetus japonicus (Ciinae: Xylographellini)

- Grossicis Antunes-Carvalho, Sandoval-Gómez & Lopes-Andrade, 2012
- Hadreule Thomson, 1859
- Hyalocis Kawanabe, 1993
- Lipopterocis Miyatake, 1954
- Malacocis Gorham, 1886
- Neoapterocis Lopes-Andrade, 2007
- Neoennearthron Miyatake, 1954
- Nipponapterocis Miyatake, 1954
- Nipponocis Nobuchi & Wada, 1955
- Octotemnus Mellié, 1847
- Odontocis Nakane & Nobuchi, 1955
- Orthocis Casey, 1898
- Paratrichapus Scott, 1926
- Paraxestocis Miyatake, 1954
- Phellinocis Lopes-Andrade & Lawrence, 2005
- Plesiocis Casey, 1898
- Polynesicis Zimmerman, 1938
- Porculus Lawrence, 1987
- Rhopalodontus Mellié, 1847
- Scolytocis Blair, 1928
- Sphindocis Fall, 1917
- Strigocis Dury, 1917
- Sulcacis Dury, 1917
- Syncosmetus Sharp, 1891
- Tropicis Scott, 1926
- Wagaicis Lohse, 1964
- Xylographella Miyatake, 1985
- Xylographus Mellié, 1847